# Глейкер Мендоса
Глейкер Теодоро Мендоса Барріос (ісп. Gleiker Teodoro Mendoza Barrios; нар. 8 грудня 2001, Колон, Венесуела) — венесуельський футболіст, нападник «Ангостура», який виступає в оренді за криворізький «Кривбас».

## Клубна кар'єра
Народився в місті Колон. Вихованець молодіжної академії «Ангостури», звідки на початку січня 2023 року переведений до першої команди. На професійному рівні дебютував у вище вказаному клубі 4 лютого 2023 року в переможному (2:0) домашньому поєдинку 1-го туру Прімера Дивізіону проти «Мінерос де Гуаяна». Глейкер вийшов на поле в стартовому складі та відіграв увесь матч. Першим голом у дорослому футболі відзначився 7 травня 2023 року на 46-й хвилині програного (2:3) домашнього поєдинку 13-го туру Прімера Дивізіону проти «Естудіантеса де Меріда». Мендоза вийшов на поле в стартовому складі та відіграв увесь матч. У сезоні 2023 року в венесуельській Прімері зіграв 26 матчів та відзначився 1-м голом.
На початку січня 2024 року перейшов в оренду до іншого венесуельського клубу, «Депортіво Тачира». Дебютував за нову команду нападник 10 лютого 2024 року в нічийному (0:0) поєдинку 2-го туру Апертури Прімера Дивізіону проти «Самори». Глейкер вийшов на поле на 75-й хвилині замість Єрсона Чакона. Першими голами за «Депортіво» відзначився 13 листопада 2024 року на 66-й та 69-й хвилинах переможного (4:0) виїзного поєдинку 5-го туру групи А Класури - П'ятикутника Прімера Дивізіона проти «Каракаса». Мендоса вийшов на поле в стартовому складі, а на 74-й хвилині його замінив Жан Кастільйо. У сезоні 2024 року зіграв 24 матчі (3 голи) в Прімера Дивізіоні, 1 поєдинок у кубку Венесуели та 4 матчі в кубку Лібертадорес.
Наприкінці січня 2024 року зацікавив «Кривбас», з яким на початку лютого 2024 року підписав орендну угоду розраховану на 1 рік з можливістю повноцінного переходу.

## Кар'єра в збірній
У футболці національної збірної Венесуели дебютував 18 січня 2025 року в програному (1:3) товариському матчі проти США. Мендоса вийшов на поле в стартовому складі та відіграв увесь матч.

## Досягнення
«Депортіво Тачира»
- Прімера Дивізіон Венесуели
  -  Чемпіон (1): 2024